# The Jellies!
The Jellies! est une série d'animation américaine pour adultes créée par Tyler, the Creator et Lionel Boyce pour Adult Swim, le bloc de programmation de fin de soirée de Cartoon Network. L'émission a été remaniée à partir d'une série du même nom qui était auparavant présentée exclusivement sur l'application Golf Media de Tyler. Elle a été diffusée pour la première fois sur Adult Swim le 22 octobre 2017 L'animation est produite par Augenblick Studios, et a été renouvelée pour une deuxième saison en octobre 2018. La deuxième saison a été diffusée pour la première fois le 12 mai 2019.
Le 17 août 2021, le doubleur Earl Skakel a annoncé qu'Adult Swim avait annulé la série après deux saisons.
En France la série a été diffusée en durant l'été 2020 sur Toonami dans le bloc Adult Swim (Maintenant Warner TV Next) en version originale sous-titrés en français et elle est disponible sur Amazon Prime Video via un abonnement payant. Cependant cette série reste inédite dans les autres pays francophones.

## Synopsis
La série suit une famille de méduses anthropomorphes et leur fils humain Cornell, âgé de 16 ans. Lorsque le garçon apprend qu'il a été adopté à la naissance, il est choqué et devient incontrôlable pour tenter de se retrouver. En conséquence, lui, sa famille et ses amis se retrouvent dans ce que la chaîne décrit comme des "situations dérangeantes".

## Distribution
- Brock Baker (série web), Phil LaMarr (Cornell Jelly)
- Barry Jelly : Earl Skakel
- Debbie Jelly : A.J. Johnson
- Blake Anderson : RG
- Kevin Michael Richardson : Reggie
- Kilo Kish : KY Jelly
- Tyler, The Creator : divers
- Jasper Dolphin : divers
- Lionel Boyce : divers
- Travis Bennett : divers

### Récurrents
- ASAP Nast (saison 1)
- Angel Nissel
- Debra Wilson
- Travis "Taco" Bennett

### Invités
- Wanya Morris
- Angela Nissel
- Slink Johnson
- Frankie Ingrassia
- Cedric Yarbrough
- GoldLink
- Affion Crockett
- Debra Wilson
- J.D. Witherspoon

## Fiche technique
- Titre original : The Jellies!
- Création : Tyler, The Creator et Lionel Boyce
- Musique : Tyler, The Creator
- Production : Producteur exécutif : Tyler, The Creator, Lionel Boyce, Kelly Salo Clancy, Aaron Augenblick, Lloyd Braun, Jared Heinke, Laura Sweet, Keith Crofford, Walter Newman
- Sociétés de production : Augenblick Studios
- Pays :  États-Unis
- Langue : anglais
- Nombre d'épisodes : 7 (web série), 20 épisodes (2 saisons)
- Durée : 8–12 minutes (web série), 11 minutes (série télévisée)

## Épisodes

### Web série (2015)
La série a été créée en tant que web série sur l'application Golf Media et a publié de nouveaux épisodes chaque dimanche en octobre 2015 Il y a quelques différences entre la web série et la série Adult Swim, comme l'ethnie de Cornell (caucasien dans la version Golf Media ; afro-américain dans la version Adult Swim).
1. Pilot (titre français inconnu)
2. Panda (titre français inconnu)
3. Nigeria (titre français inconnu)
4. Nascar (titre français inconnu)
5. MTV (titre français inconnu)
6. Daft Punk (titre français inconnu)
7. AIDS (titre français inconnu)

### Saison 1
1. Gangsta's Paradise
2. Ray's Perfect Date
3. Pilot (épisode non diffusée)
4. Mervin for Mayor
5. The Gameshow
6. Barry's School Reunion
7. Cornell Gets a Dog
8. Trial of the Century
9. The Invasion
10. The Invasion

### Saison 2
1. My Brother's Keeper
2. Jellystripper
3. These Nuts
4. Crash for Cash
5. The Last Reggie on Earth
6. The Storm
7. Doctor Pirates
8. Walla Walla Civil War
9. Walla Walla Wallabees B
10. My Friend Sheldon Jr.